# Long Cool Woman in a Black Dress
Long Cool Woman in a Black Dress, ook bekend als Long Cool Woman of Long Cool Woman (in a Black Dress), is een nummer van de Britse band The Hollies. Het nummer verscheen op hun album Distant Light uit 1971. Op 17 april 1972 werd het nummer uitgebracht als de eerste single van het album.

## Achtergrond
"Long Cool Woman in a Black Dress" is geschreven door zanger Allan Clarke in samenwerking met Roger Cook, Roger Greenaway en geproduceerd door de band en Ron Richards. Richards, de gebruikelijke producer van The Hollies, was ziek op de dag dat het nummer werd opgenomen, waardoor de band het zelf moest produceren. Richards mixte de opname wel en wordt zodoende wel genoemd als producer op de single. Het nummer wijkt af van het vroegere werk van de band: er zijn geen driestemmige harmonieën te horen, en Clarke speelde de leadgitaar.
"Long Cool Woman in a Black Dress" is oorspronkelijk geschreven als een country- en rockabillynummer in de stijl van Jerry Reed. Volgens Clarke is het nummer in vijf minuten geschreven. Het werd uiteindelijk opgenomen als een swamprocknummer in de stijl van Creedence Clearwater Revival. Clarke imiteerde zelfs de stem van CCR-zanger John Fogerty, die hij baseerde op het nummer "Green River". Fogerty was hiervan echter niet onder de indruk, en klaagde The Hollies aan voor plagiaat, omdat het te veel op dit nummer zou lijken. Beide partijen schikten buiten de rechtbank, waarbij Fogerty de helft van de opbrengsten van het nummer ontving.
"Long Cool Woman in a Black Dress" werd een kleine hit in de UK Singles Chart, waar het op plaats 32 piekte. In de Verenigde Staten werd het echter de grootste hit van de band; hier kwam het tot de tweede plaats in de Billboard Hot 100. In Canada en Zuid-Afrika werd het een nummer 1-hit, en in Australië en Nieuw-Zeeland kwam de single ook tot de tweede plaats. In Nederland kwam de single niet verder dan plaats 24 in de Top 40 en plaats 21 in de Daverende Dertig. Allan Clarke had de band op dit moment al verlaten, maar vond dat het "niet ongelukkig" was, aangezien hij had meegewerkt aan het nummer. Na het succes van de single keerde Clarke in de zomer van 1973 terug bij The Hollies.
"Long Cool Woman in a Black Dress" is gecoverd door onder meer Clint Black, Vince Neil en Phish. Daarnaast komt het voor in de films Remember the Titans, Amores Perros, The Longest Yard, The Lovely Bones, Trouble with the Curve, Teenage Mutant Ninja Turtles: Out of the Shadows, Kong: Skull Island en Air America.

## Hitnoteringen

### Nederlandse Top 40
| Hitnotering: 18-03-1972 t/m 15-04-1972 | Hitnotering: 18-03-1972 t/m 15-04-1972 | Hitnotering: 18-03-1972 t/m 15-04-1972 | Hitnotering: 18-03-1972 t/m 15-04-1972 | Hitnotering: 18-03-1972 t/m 15-04-1972 | Hitnotering: 18-03-1972 t/m 15-04-1972 | Hitnotering: 18-03-1972 t/m 15-04-1972 |
| Week                                   | 1                                      | 2                                      | 3                                      | 4                                      | 5                                      |                                        |
| -------------------------------------- | -------------------------------------- | -------------------------------------- | -------------------------------------- | -------------------------------------- | -------------------------------------- | -------------------------------------- |
| Nummer                                 | 32                                     | 29                                     | 24                                     | 27                                     | 39                                     | uit                                    |

### Daverende Dertig
| Hitnotering: 01-04-1972 t/m 08-04-1972 | Hitnotering: 01-04-1972 t/m 08-04-1972 | Hitnotering: 01-04-1972 t/m 08-04-1972 | Hitnotering: 01-04-1972 t/m 08-04-1972 |
| Week                                   | 1                                      | 2                                      |                                        |
| -------------------------------------- | -------------------------------------- | -------------------------------------- | -------------------------------------- |
| Nummer                                 | 22                                     | 21                                     | uit                                    |

### NPO Radio 2 Top 2000
| Nummer met noteringen in de NPO Radio 2 Top 2000 | '21  | '22  | '23  | '24  |
| ------------------------------------------------ | ---- | ---- | ---- | ---- |
| Long Cool Woman in a Black Dress                 | 1983 | 1787 | 1832 | 1745 |

1. ↑  Een vetgedrukt getal geeft de hoogste notering aan.
2. ↑  2021 was het eerste jaar met een notering voor dit nummer.